# もう中学生のおラジオ中
『もう中学生のおラジオ中』（もうちゅうがくせいのおラジオちゅう）は、2022年10月8日から信越放送（SBCラジオ）で放送されているラジオ番組である。

## 概要
長野県長野市出身のお笑い芸人・もう中学生がパーソナリティを務める。もう中学生にとっては初のラジオ冠番組である。
番組前半はフリートークやリスナーからの「ふつおた」を基にしたトークを中心に進む。番組後半には「コーナーのコーナー」を行う（後述）。また、番組中盤にもう中学生が選んだ１曲を挟むこともある。
毎回、もう中学生がリスナーの投稿から「おラジオ中大賞」を選ぶ。大賞に選ばれたリスナーは番組オリジナルのノベルティをもらえる
2023年3月18日の放送では、もう中学生と原田フニャオの２人が話しあい、リスナーの愛称が「おベイベー」に決定した。

## 出演者
パーソナリティ
- もう中学生（長野県長野市出身）

おゲストさん 
- 原田フニャオ（ダンビラムーチョ/長野県諏訪市出身）
- ヤジマリー。（スカチャン/長野県上田市出身）
- こがけん（おいでやすこが） - 2023年8月5日・12日・19日放送分に「夏休みSP」のゲストとして出演[4]
- 高木晋哉（ジョイマン）- 2023年12月9日・16日放送分で、原田フニャオの代打として出演[5]

スペシャルゲスト
- 平成ノブシコブシ（吉村崇・徳井健太） - 生放送SPに出演（後述）
- 大原優一（ダンビラムーチョ） - 第100回・101回にコンビで出演[6][7]

## 放送時間
- 毎週土曜日（第５週を除く）21:30 - 22:00（2022年10月8日 - ）

## コーナー

### 現在のコーナー[1]
元気な提供（旧コーナー名：「愛の提供フリ」⇒「愛の提供フリ劇場」）
2022年11月5日放送分から、スポンサー名の紹介音声が入る前に、もう中学生が週替わりの一言を添えて「提供です！」と言うのが定番となっている。
2023年5月20日放送分からは、リスナーが考えた「提供フリ」をもう中学生や「おゲストさん」が読み上げている。
2024年10月のコーナーリニューアルでは、文言をコンパクト化するために、リスナーからテーマに沿ったキャッチフレーズを募集し、それを読みあげた後に「提供です！」と言う形式に変更した。

### コーナーのコーナー
以下のコーナーのうち、1回の放送につき2～3個程度のコーナーを番組後半に行う。なお、2024年10月にコーナーのリニューアルが行われている。
- お返ししてあげる

リスナーから募集した無茶ぶりメールに対して、もう中学生がアドリブで答えるコーナー。
最近は「おゲストさん」ともう中学生の２人が交互に答える「対決形式」のパターンが多い。
コーナーリニューアル後も内容は変わらず、そのまま継続している。
- 日本(にっぽん)シンシュー化計画

2024年10月のコーナーリニューアルにより、新しいコーナーとなった。
リスナーから、日本のあちこちに潜む「信州っぽい」ものを報告してもらうコーナー。
無理やり信州に絡めた報告でも良い。
- 歌詞研究所～かしけん

2024年10月のコーナーリニューアルにより、新しいコーナーとなった。
有名曲のワンフレーズに上手くハマる言葉を探すコーナー。
- ありがたいヤジシュー（旧コーナー名：ヤジマリー。のスプレーで吹き飛ばして！）

リスナーが日頃感じている悩みや困りごとなどに対し、ヤジマリー。からスプレー噴射と一言をもらえるコーナー。
- フニャフニャ

原田フニャオより○○(擬音・擬態語)しているものをリスナーに投稿してもらうコーナー。
2024年10月のリニューアル前は「フニャフニャしているもの」限定だった。
- もう中、車への道

2025年5月3日放送分にて、ディレクターから車の購入を勧められ、自分に合う車を探しているという話から誕生したコーナー。
もう中さんの検討状況の報告とともに、リスナーからのアドバイスや応援メッセージを紹介する。

### 過去のコーナー
公式ホームページの中に、これらのコーナーに関する記載はない。
- 今週の第３位

リスナーが独自で考えた、様々なテーマのランキングの第3位だけを紹介するコーナー。「お返ししてあげる」と並んで投稿の多いコーナーだったが、リニューアルにより終了となった。
- 漬けてみた

長野県の名物である漬物から着想を得たコーナー。リスナーに様々な物を漬けてもらい、その経過や結果を報告してもらう。「握ったよ」という派生コーナーも誕生したが、1回で終了した。
- 新しいサウンド

今までにない新しい擬音とその擬音をどのような場面で使うのかをリスナーから募集し、実際にもう中学生が口で擬音を奏でるコーナー。
- もう中字

リスナーが考えた「○○と書いて～～と読む」という形式の当て字を紹介するコーナー。
- もう中鑑定団

リスナーにとっての懐かしいモノや出来事について、もう中学生がその価値を鑑定するコーナー。
- きょうの１曲

もう中学生がリスナーから投稿されたフレーズをもとにして、「おゲストさん」と一緒に即興ソングを披露するコーナー。
複数のフレーズを繋ぎ合わせて1曲にする場合と、1つのフレーズをそのままタイトルにした曲を作る場合がある。
- 新しいサウンド

今までにない新しい擬音とその擬音をどのような場面で使うのかをリスナーから募集し、実際にもう中学生が口で擬音を奏でるコーナー。
- UFO目撃情報

リスナーが目撃したUFOの情報を紹介するコーナー。
- 行ってきた

もう中学生が体験した出来事について、現地で録音した音声を聞くコーナー。コーナー案としてもう中学生が挙げたものの、放送開始から1度も行われていなかった。
しかし、放送開始から約10カ月が経った2023年8月19日放送分で、信越放送(SBCテレビ)の特番でロケをした際の音声を流した。
- もう中の相方

もう中学生の相方候補（芸人・タレントなど）と見たいネタの内容をリスナーから募集するコーナー。
- 私、○○派です

リスナーからなぜか「私、パン派です」から始まるお便りが届いたことから始まったコーナー。
様々な物事に対する自分の考えを投稿する。なお、コーナーは2度しか行われていない。
- 全国おベイベー調査(おラジオ中全国制覇への道)

2023年7月8日放送分で、過去に１度もお便りが送られてきていない県が23あることが判明したことを機に、全ての都道府県からお便りが届くことを目指して作られたコーナー。
2025年1月25日の放送時点で、残り11県となっている。
- イス欲しい人、寄っといで

トークでもう中学生が「実家にある椅子の処分に困っている」と発言したことから、その椅子を2022年のクリスマスにプレゼントするために始まった企画。
リスナーから「椅子が欲しい」という情熱のこもったエピソードを募集し、もう中学生が選んだ人にイスをプレゼントした。
また、ヤジマリー。の実家にも不要なイスがあったため、同様の流れでリスナーにイスをプレゼントした。

## 特番
2023年と2024年にそれぞれ「SBCラジオフェス 笑顔いっぱいウィーク」の一環で特番が放送されている。
2023年3月26日（日）には、初の生放送SP「もう中学生の日曜日も生放送でおラジオ中！」が放送された 。放送時間は午前9時から午前10時55分までで、もう中学生と原田フニャオに加え、スペシャルゲストとして平成ノブシコブシ（吉村崇・徳井健太）、タイムキーパー役として山崎彩菜（SBCアナウンサー）が出演した。
2024年3月23日（土）には、通常の放送枠を30分拡大した1時間SPが放送された。このSPでは、もう中学生に加えて、通常片方ずつ出演する原田フニャオとヤジマリー。が初めて揃って出演した。